# Vidette
Vidette é uma cidade localizada no estado americano de Geórgia, no Condado de Burke.

## Demografia
Segundo o censo americano de 2000, a sua população era de 112 habitantes.
Em 2006, foi estimada uma população de 113, um aumento de 1 (0.9%).

## Geografia
De acordo com o United States Census Bureau tem uma área de
2,5 km², dos quais 2,5 km² cobertos por terra e 0,0 km² cobertos por água.

## Localidades na vizinhança
O diagrama seguinte representa as localidades num raio de 24 km ao redor de Vidette.